# Maria Ciobanu
Maria Ciobanu (née le 3 septembre 1937 à Roșiile, en Roumanie) est une chanteuse célèbre de Roumanie. Ses mélodies appartiennent au folklore roumain. 
Son père, Ion Ciobanu, a été un bon instrumentiste, et sa mère, Nicolița, a eu une voix remarquable. À la suite d’un concours, en 1962, Maria Ciobanu a été acceptée dans l’ensemble musical "Ciocarlia" de Bucarest. Là, elle est devenue une soliste exceptionnelle. Ensuite, elle a fait partie de l’ensemble musical "Doina Ilfovului" et a collaboré avec beaucoup d’ensembles musicaux de Bucarest ou d'autres villes de Roumanie. 
Elle a chanté en Roumanie, aux États-Unis, en Belgique etc. Beaucoup de ses chansons sont devenues célèbres. 
Maria Ciobanu a gagné le grand prix du festival national "La Chanson de Roumanie" en 1977.